# Peter Milger
Peter Milger (* 11. Juli 1937; † 14. Februar 2019) war ein deutscher Journalist sowie Buch- und Fernsehautor.
Er studierte Physik, Soziologie und Geschichte. Seit der Zeit von dessen Anfängen war er Mitglied des Club Voltaire in Frankfurt am Main, 30 Jahre im Trägerverein und ab 1985 drei Jahre dessen Vorsitzender. Ab Ende der 1980er Jahre wurde er vor allem mit Dokumentationsfilmen zu den Kreuzzügen bekannt.
Er verfasste unter anderem:
- Joan Baez – Die Utopie von der Gewaltlosigkeit (Dokumentarfernsehfilm 1967)
- Die Kreuzzüge. Krieg im Namen Gottes (13-teilige Filmserie, 1988)
- Der Dreißigjährige Krieg. Gegen Land und Leute
- Der Fall Kolumbus
- Nordwest-Passage. Der kurze aber tödliche Seeweg nach China oder die Gesellschaft der Abenteurer, Köln 1994

Er starb am 14. Februar 2019. Die Urne wurde in einer Trauerfeier am 27. Februar auf dem Hauptfriedhof in Frankfurt am Main beigesetzt.